# Gwara teksaska

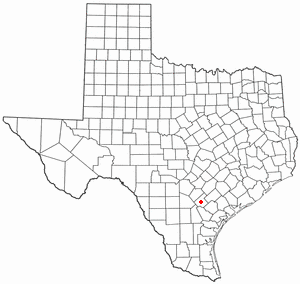
Lokalizacja wsi Panna Maria na mapie Teksasu

Gwara teksaska – gwara etnolektu śląskiego, jedna z odmian śląszczyzny, używana przez potomków górnośląskich emigrantów głównie z okolic Strzelec Opolskich i innych rolniczych rejonów Górnego Śląska, którzy w 1852 r. osiedlili się w Teksasie w USA, zakładając wieś Panna Maria, a potem również Cestohowa i Pawelekville. Ze względu na odizolowanie śląskiej społeczności gwara teksaska jest tam używana do dziś i nie uległa zanikowi pośród języka angielskiego.
Wywodzi się z głównie gwar opolskich, strzeleckich, oleskich i toszecko-gliwickich, odróżniając się od nich głównie mniejszą ilością słów pochodzenia niemieckiego. Język niemiecki wywarł na gwary śląskie w Królestwie Prus największy wpływ dopiero w okresie uprzemysłowienia w II poł. XIX wieku, związanego z nazewnictwem technicznym i zwiększeniem się ludności niemieckiej rozwijającej przemysł. Posiada za to zapożyczenia z języka angielskiego. Z godką śląską dzisiejszego woj. opolskiego gwarę teksaską łączy mazurzenie i realizowanie grupy ym, yn jako am, an (np. czynsto – czansto).

## Tekst przykładowy

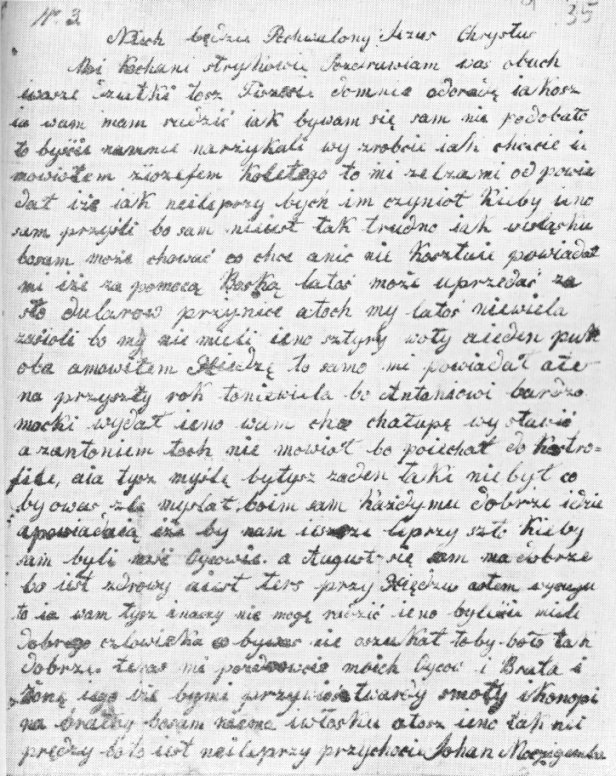
List napisany w gwarze teksaskiej ok. 1855 r.

Moi Kochani strykowie. Pozdrawiam was obuch iwasze dziatki tosz Piszecie domnie odoradę iakosz ia wam mam radzić iak bywam się sam nie podobało to byśćie namnie narżykali wy zrobicie iak chcecie ia mowiołem ziozefem koletego to mi zelzami od powiadał iże iak neilepszy bych im czynioł kieby ieno sam przyśli bo sam nieiest tak trudno iak wesląsku bosam może chować co chce anic nie kosztuie powiadał mi iże za pomocą Boską latoś może uprzedać za sto dularow przynice atoch my latoś niewiela zaśioli bo my nie mieli ieno sztyry woły aieden puk oba amowiłem Xiedzę to samo mi powiadał ale na przyszły rok toniewiela bo Antoniowi bardzo mocki wydał ieno wam chce chałupę wy stawić a zantoniem toch nie mowioł bo poiechał do Kastrofile, aia tysz myślę bytysz zaden taki niebył co by owas zle myslał boim sam każdymu dobrze idzie apowiadaią iże by nam ieszcze lepszy szło kieby sam byli naśi Oycowie, a August się sam dobrze bo iest zdrowy aiest ters przy Xiędzu aotem wycugu to ia wam tysz inaczy nie mogę radzić ieno byleśćie mieli dobrego człowieka co bywas nie oszukał toby boło tak dobrze. teras mi pozdrowcie moich Oycow i Brata i Żonę iego iże bymi przywioś twardy smoły ikonopi na bratwy bosam niema iwłosku atosz ieno iak nei prędzy boto iest nailepszy przychocie Johan Moczigemba

## Charakterystyczne słowa
| gwara teksaska  | śląski                 | polski       |
| --------------- | ---------------------- | ------------ |
| turbacyjo       | ńyprzileżytość         | problem      |
| zaszanować      | naszporować            | zaoszczędzić |
| kapudrok        | zalůńik, kapudrok      | surdut       |
| furgocz         | fliger                 | samolot      |
| szczyrkowa      | szczyrkówka            | grzechotnik  |
| po warszawsku   | po polsku              | po polsku    |
| prastarzik      | starzik, oupa          | pradziadek   |
| ćeżko           | ciynżko                | ciężko       |
| kole tego       | uo tym                 | o tym        |
| pokłoud         | gipsdeka               | sufit        |
| bejbik          | bajtel                 | dzieciak     |
| kara            | autok                  | samochód     |
| wjater          | wjater                 | wiatr        |
| korn            | kukurzica              | kukurydza    |
| farmjyrz        | gospodorz              | rolnik       |
| plumzy, piczesy | fyrzichy               | brzoskwinie  |
| garce           | buncloki, gorki, garce | garnki       |